# Lafoensia vandelliana
Lafoensia vandelliana är en fackelblomsväxtart. Lafoensia vandelliana ingår i släktet Lafoensia och familjen fackelblomsväxter.

## Underarter
Arten delas in i följande underarter:
- L. v. replicata
- L. v. vandelliana